# Coop & Cami se ptají světa
Coop & Cami se ptají světa (v anglickém originále Coop & Cami Ask the World) je americký komediální televizní seriál vytvořený Boycem Bugliarim a Jamie McLaughlinovou. První díl byl uveden 12. října 2018 na stanici Disney Channel. V hlavních rolích hrají Dakota Lotus a Ruby Rose Turnerová jako Coop a Cami, dva sourozenci, kteří se rozhodují na základě názorů svých followerů na internetu.

## Obsazení

### Hlavní role
- Ruby Rose Turner jako Cameron "Cami" Wratherová (český dabing: Eliška Jirotková)
- Dakota Lotus jako Cooper "Coop" Wrather (český dabing: Matěj Havelka)
- Olivia Sanabia jako Charlotte Wratherová (český dabing: Alžběta Volhejnová)
- Albert Tsai jako Fred (český dabing: Tomáš Poláček)
- Paxton Booth jako Ollie Wrather (český dabing: Mikuláš Převrátil)
- Rebecca Metz jako Jenna Wratherová (český dabing: Petra Hobzová)

### Vedlejší role
- Jayden Bartels jako Peyton
- Tessa Espinola jako Pam
- Reece Caddell jako Minty Matheson (1. řada)
- Kevin Daniels jako Ředitel Lancely "Lance" Walker
- Victoria Lopez jako Deb (český dabing: Lucie Kušnírová)
- Gabi Graves jako Arizona "Delaware" (český dabing: Karolína Křišťálová)
- Ciara Riley Wilson jako Tara (český dabing: Klára Nováková)
- Trinitee Stokes jako Neve (český dabing: Klára Nováková)
- Gianni DeCenzo jako Caleb Williger
- Beth Crosby jako Karen (1. řada)
- Ian Grey jako Malcolm (od 2. řady)
- Benjamin Schrader  jako Pan Kramsky (od 2. řady)
- Gus De St. Jeor  jako Jonathan Dixon (od 2. řady), (český dabing: Robert Hájek)
- Sarah Cornell  jako Judy Vanderwiesen (od 2. řady)
- Malea Emma Tjandrawidjaja jako Marlowe (od 2. řady)
- Tyler Poelle jako Kangaroo Jim (od 2. řady)

## Vysílání
| Řada | Díly | Premiéra v USA | Premiéra v USA | Premiéra v ČR  | Premiéra v ČR |
| Řada | Díly | První díl      | Poslední díl   | První díl      | Poslední díl  |
| ---- | ---- | -------------- | -------------- | -------------- | ------------- |
| 1    | 21   | 12. října 2018 | 13. dubna 2019 | 29. dubna 2019 | 13. září 2019 |
| 2    | 28   | 5. října 2019  | 11. září 2020  | 5. října 2020  | 2. dubna 2021 |